# Kolotulik Lake
Kolotulik Lake is een meer van 9,35 km² in de Canadese provincie Newfoundland en Labrador. Het bevindt zich op South Aulatsivik Island, een groot eiland vlak voor de kust van het schiereiland Labrador.

## Geografie
Kolotulik Lake is het grootste meer van South Aulatsivik Island, dat met een oppervlakte van 456 km² het grootste eiland van de regio Labrador is. Het is tevens het enige meer op dat eiland dat een officiële naam draagt. Kolotulik Lake bevindt zich centraal op het eiland, tussen de zeestraat Port Manvers Run in het westen en Kolotulik Bay in het oosten. Aan de noordrand van het meer ligt de ruim 280 m hoge Kolotulik Hill.
Kolotulik Lake is langs zijn zuidwest-noordoostas 5,5 km lang en heeft een maximale breedte van 3,1 km. Het meer watert langs zijn noordoostelijke zijarm via twee parallelle beekjes af naar Kolotulik Bay. Op dat punt ligt die baai van de Labradorzee minder dan 600 meter van de meeroever verwijderd.
Het meer telt in het noorden één klein eilandje dat ongeveer 45 are meet en in het zuiden één boven het wateroppervlak uitstekende rots.

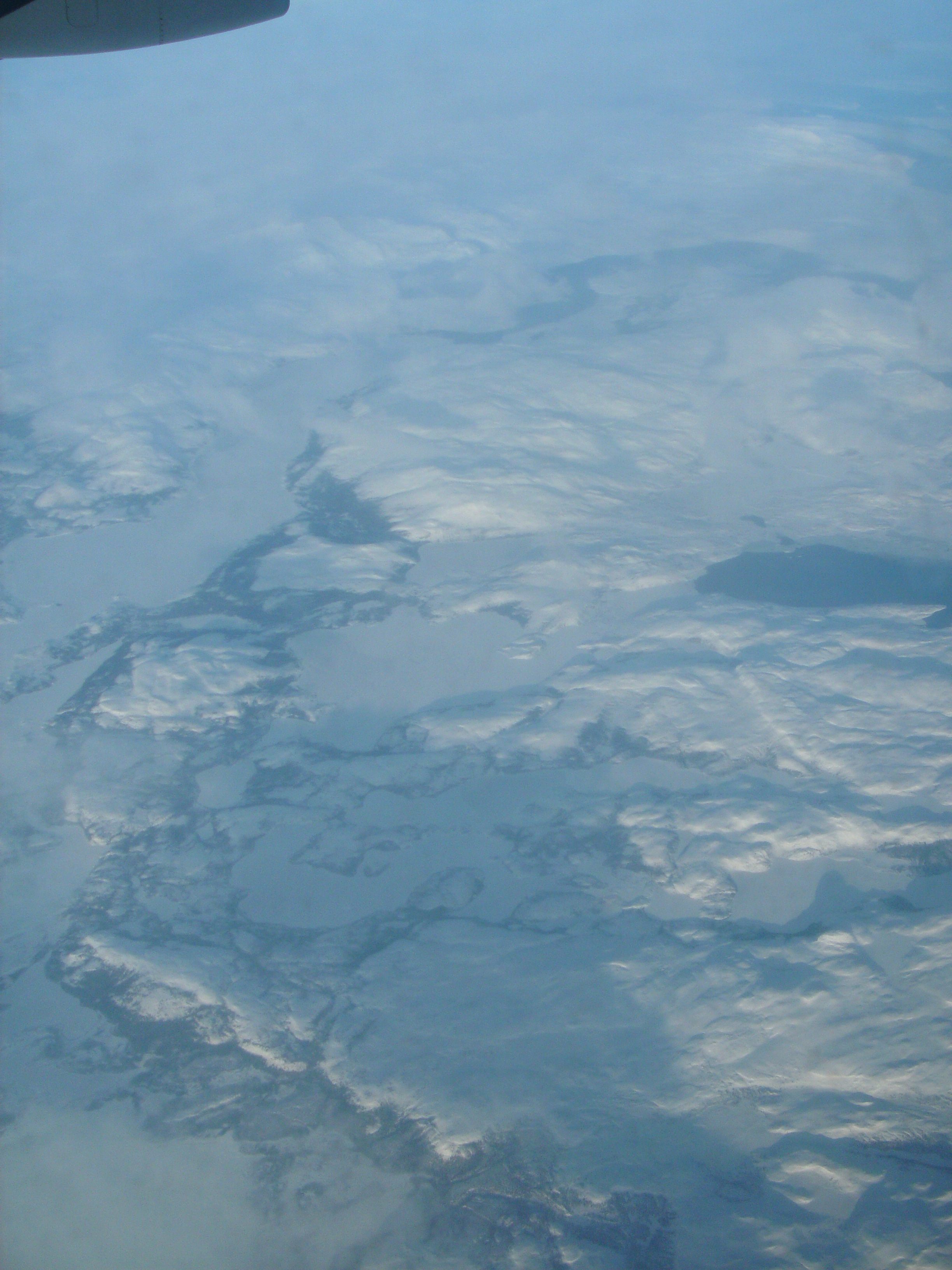
Noordwaarts gericht winters luchtbeeld van South Aulatsivik Island. Centraal ligt Kolotulik Lake met rechts ervan het gedeeltelijk ijsvrije westen van Kolotulik Bay. Port Manvers Run loopt van links richting rechtsboven en geeft in de achtergrond uit in de gedeeltelijk ijsvrije Port Manvers.